# 第二量子化
第二量子化（だいにりょうしか、英: second quantization）とは場の正準量子化のことである。
量子力学は、粒子の位置と運動量を基本変数に選んだ量子論である。
古典的に場であったもの（電磁場など）だけでなく、古典的には粒子とみなされてきた物理系であっても、場を基本変数にしたほうが良く、適用範囲も広いことが判っている。スピンが関わるような物理系がその典型である。「位置と運動量」を基本変数としてもスピンを記述することができないため、量子力学でスピンが関わるような状況では、スピンを新たな基本変数としてつけ加えることをする。しかし「位置と運動量」ではなく「場」を基本変数として電子を扱うとスピンを自然に記述できる。
場を基本変数とする量子論を場の量子論と呼ぶ。量子力学は、場の量子論を低エネルギー状態に限った場合の近似理論である。
また量子論をフォック空間で考えることを第二量子化と呼ぶこともある。

## 量子場を導入する２つの方法
量子場を導入する方法として２つの方法がある。
１つ目は、古典場を量子化する方法。このとき波動場を関数ではなく、正準交換関係や正準反交換関係といった「ある種の代数的関係」を満たす演算子に読み替える。
２つ目は、量子力学における同種粒子の統計性や不可弁別性に注目し、真空から粒子が生成したり、粒子が消滅する空間（フォック空間）から出発する方法である。

## 名前の由来について
場の量子化は、決して「二度目の」量子化ではない。「第二量子化」という言葉は、場の量子論が作られていく歴史的過程において、量子化の本質が見えず、「一度目の量子化が有限自由度の量子力学で、これをもう一度量子化したものが場の量子論である」という誤解に由来するものである。
「古典的には粒子であるもの(例えば電子)に対して、場を基本変数にしてみよう」という動機が、「座標表示の波動関数が場のようにも見えたから」だった。しかし言うまでもなく、「基本変数である場」と「状態ベクトルの座標表示である波動関数」とは全くの別物である。

## スカラー場の量子化
例としてスカラー場の量子化を考える。
スカラー場{\displaystyle \phi ({\boldsymbol {r}})}と、それに共役な運動量{\displaystyle \pi ({\boldsymbol {r}})}を基本変数に選ぶと、これは正準変数である。系の物理量（オブザーバブル）は
{\displaystyle A=A(\{\phi ({\boldsymbol {r}}),\pi ({\boldsymbol {r}})\})}
と表せる。
場の正準量子化では、{\displaystyle \phi }, {\displaystyle \pi }を以下の正準交換関係を満たすエルミート演算子{\displaystyle {\hat {\phi }},{\hat {\pi }}}に置き換える。量子化された場は演算子となり、場の演算子と呼ばれる。
{\displaystyle {\begin{aligned}{\big [}{\hat {\phi }}({\boldsymbol {r}}),{\hat {\pi }}({\boldsymbol {r'}}){\big ]}&=i\hbar \delta ^{(3)}({\boldsymbol {r}}-{\boldsymbol {r'}}),\\{\big [}{\hat {\pi }}({\boldsymbol {r}}),{\hat {\pi }}({\boldsymbol {r'}}){\big ]}&={\big [}{\hat {\phi }}({\boldsymbol {r}}),{\hat {\phi }}({\boldsymbol {r'}}){\big ]}=0\end{aligned}}}
ここで {\displaystyle \delta } はデルタ関数である。なお、基本変数の場がオブザーバブルでない場合は、場についての交換関係は、必ずしもこのような交換関係でなくてもよくなる。実際、粒子はボース粒子とフェルミ粒子に大別されるが、フェルミ粒子の場合は、この交換関係を全て反交換関係に置き換えて正準量子化する。
時間発展については、ハイゼンベルク描像を採用して場の演算子が引き受けることで、ローレンツ共変性などが自然な形で現れる。

## 複数の同種粒子の量子論

### 第一量子化と第二量子化
量子論では同種の粒子は全く区別がつかない。N個の同種粒子から成る系は、等価であるが一見異なった2つの方法で記述できる。
第一の方法では、N粒子系のヒルベルト空間を構成するために、1粒子ヒルベルト空間のN個のテンソル積を考え、それを粒子の入れ替えに対しボゾン系では完全対称なもの、フェルミオン系では非対称なものへ制限する。このような多体系の取り扱いを第一量子化とよぶ。
同種粒子の不可弁別性のため、同種粒子を含む系の状態ベクトルや物理量は一定の対称性を持つものに限られる。その対称性は、基本変数を粒子の「位置と運動量」にとった量子論では少し不自然にも見える形で現れる（波動関数の対称性、反対称性など）。この不自然さは、個々の粒子に別々の「位置と運動量」を割り当てるのは粒子が区別できることが大前提であるのに、区別ができない粒子にそれをやってしまったことによる。
N粒子系を記述する多体波動関数は、系の粒子がフェルミ粒子なら任意に選んだ 2 粒子の交換により多体波動関数の符号が変わる（反対称）。一方、系の粒子がボース粒子なら 2 粒子の交換に対し符号は変わらない（対称）。
第二の方法では、粒子の生成消滅演算子を考え、粒子が1つもない状態に生成演算子をN個作用させた状態としてN体系を記述する。このような多体系の取り扱いを第二量子化と呼ぶ。
第二量子化では基本変数を「場」とその共役運動量にとることで、同種粒子の区別がつかないことや状態ベクトルや物理量の対称性なども自動的に理論に組み込まれ、すっきりしたものになる。

### 占有数表示
相互作用のないN 個の同種粒子系を考え、それぞれの粒子に{\displaystyle k=1,2,\dots ,N}というように番号k を付ける。k 番目の粒子の1粒子エネルギー固有状態を{\displaystyle \alpha ,\beta ,\cdots }というようにラベル付けし、その集まりを{\displaystyle \{\psi _{k_{\alpha }},\psi _{k_{\beta }},\dots \}}と表す。N 個すべての粒子について書き下すと、
{\displaystyle \{\psi _{1_{\alpha }},\psi _{1_{\beta }},\dots \}}
{\displaystyle \{\psi _{2_{\alpha }},\psi _{2_{\beta }},\dots \}}
{\displaystyle \quad \vdots }
{\displaystyle \{\psi _{N_{\alpha }},\psi _{N_{\beta }},\dots \}}
第一量子化では、どの番号の粒子がどの1粒子エネルギー固有状態にあるかを考える。しかしそれでは、本来区別できない粒子がk という粒子の番号で区別されている。最初から粒子が区別できないことを取り入れるなら、粒子を中心に考えるのではなく1粒子エネルギー固有状態を中心に考えて、「各エネルギー状態に占有している粒子の個数」でN 粒子系の状態を考えるほうが自然である。このような方法を占有数表示という。そこで改めて全ての1粒子エネルギー固有状態に{\displaystyle i=1,2,\dots }と名前を付けなおし、それぞれの状態を占有している粒子の個数（占有数）を{\displaystyle n_{i}}とする。
{\displaystyle \{\psi _{1},\psi _{2},\dots ,\psi _{i},\dots \}}
{\displaystyle \quad n_{1},n_{2},\dots ,n_{i},\dots }
占有数{\displaystyle n_{i}}の値は、ボース粒子の場合は 0 以上の任意の整数をとれるが、フェルミ粒子の場合は 0 または 1 に限られる。これはパウリの排他原理を反映している。すべての占有数の和をとれば、全粒子数が得られる。
{\displaystyle \sum _{i=1}^{\infty }n_{i}=N}
それぞれの状態の占有数{\displaystyle n_{i}}で指定された状態
{\displaystyle |n_{1},n_{2},\dots ,n_{i},\dots \rangle }
をフォック状態と呼ぶ。

### 粒子の生成・消滅
占有数表示を記述するために、状態{\displaystyle \psi _{i}}の占有数を 1 増やすような生成演算子{\displaystyle {\hat {a}}_{i}^{\dagger }}、 1 減らすような消滅演算子{\displaystyle {\hat {a}}_{i}}を導入する。ボース粒子の生成消滅演算子は交換関係を満たすものとして、フェルミ粒子の生成消滅演算子は反交換関係を満たすものとして、それぞれ定義される。
{\displaystyle [{\hat {a}}_{i},{\hat {a}}_{j}^{\dagger }]_{\mp }=\delta _{ij}}
{\displaystyle [{\hat {a}}_{i}^{\dagger },{\hat {a}}_{j}^{\dagger }]_{\mp }=[{\hat {a}}_{i},{\hat {a}}_{j}]_{\mp }=0}
ただし{\displaystyle [A,B]_{\mp }=AB\mp BA}である。数演算子{\displaystyle {\hat {n_{i}}}}は生成消滅演算子を用いて以下のように定義される。
{\displaystyle {\hat {n_{i}}}\equiv {\hat {a}}_{i}^{\dagger }{\hat {a}}_{i}}
数演算子{\displaystyle {\hat {n_{i}}}}の固有値{\displaystyle n_{i}}は、状態{\displaystyle \psi _{i}}の占有数である。数演算子の規格直交化された固有ベクトルで張られる空間をフォック空間という。

### 場の演算子
占有数表示の場合、場の演算子は生成消滅演算子の線形結合で表される。つまり場の演算子は場の状態に作用し、粒子数を増減させる。
{\displaystyle {\begin{aligned}{\hat {\psi }}({\boldsymbol {r}})&=\sum _{i}\psi _{i}({\boldsymbol {r}}){\hat {a}}_{i}\\{\hat {\psi }}^{\dagger }({\boldsymbol {r}})&=\sum _{i}\psi _{i}^{*}({\boldsymbol {r}}){\hat {a}}_{i}^{\dagger }\end{aligned}}}
ここで係数は1粒子ハミルトニアンの固有状態(1粒子波動関数)である。この場の演算子は次の交換関係を満たす。
{\displaystyle [{\hat {\psi }}({\boldsymbol {r}}),{\hat {\psi }}^{\dagger }({\boldsymbol {r}}')]_{\mp }=\delta ({\boldsymbol {r}}-{\boldsymbol {r}}')}
{\displaystyle [{\hat {\psi }}^{\dagger }({\boldsymbol {r}}),{\hat {\psi }}^{\dagger }({\boldsymbol {r}}')]_{\mp }=[{\hat {\psi }}({\boldsymbol {r}}),{\hat {\psi }}({\boldsymbol {r}}')]_{\mp }=0}

### 物理量
第二量子化での物理量も、場の演算子や生成消滅演算子で表される。粒子密度演算子は場の演算子を用いて次のように与えられる。
{\displaystyle {\hat {\rho }}({\boldsymbol {r}})={\hat {\psi }}^{\dagger }({\boldsymbol {r}}){\hat {\psi }}({\boldsymbol {r}})}
これを全体積で積分すれば全粒子数になる。
{\displaystyle \int {\hat {\rho }}({\boldsymbol {r}})d{\boldsymbol {r}}=\int {\hat {\psi }}^{\dagger }({\boldsymbol {r}}){\hat {\psi }}({\boldsymbol {r}})d{\boldsymbol {r}}=\sum _{i}{\hat {a}}_{i}^{\dagger }{\hat {a}}_{i}=\sum _{i}{\hat {n}}_{i}={\hat {N}}}
1粒子ハミルトニアン{\displaystyle {\hat {H}}({\boldsymbol {r}})={\frac {-\hbar ^{2}}{2m}}\nabla ^{2}+V({\boldsymbol {r}})}などの１体の物理量は次のように表せる。
{\displaystyle {\hat {F_{1}}}=\int {\hat {\rho }}({\boldsymbol {r}}){\hat {f}}_{1}({\boldsymbol {r}})d{\boldsymbol {r}}=\int {\hat {\psi }}^{\dagger }({\boldsymbol {r}}){\hat {f}}_{1}({\boldsymbol {r}}){\hat {\psi }}({\boldsymbol {r}})d{\boldsymbol {r}}=\sum _{i,j}{\bigg [}\int \psi _{i}^{*}({\boldsymbol {r}}){\hat {f}}_{1}({\boldsymbol {r}})\psi _{j}({\boldsymbol {r}})d{\boldsymbol {r}}{\bigg ]}{\hat {a}}_{i}^{\dagger }{\hat {a}}_{j}}
2体相互作用{\displaystyle V({\boldsymbol {r}}_{1},{\boldsymbol {r}}_{2})}などの2体の物理量は次のように表せる。
{\displaystyle {\begin{aligned}{\hat {F}}_{2}={\frac {1}{2}}\int {\hat {\rho }}({\boldsymbol {r}}_{1}){\hat {f}}_{2}({\boldsymbol {r}}_{1},{\boldsymbol {r}}_{2}){\hat {\rho }}({\boldsymbol {r}}_{2})d{\boldsymbol {r}}_{1}d{\boldsymbol {r}}_{2}&={\frac {1}{2}}\int {\hat {\psi }}^{\dagger }({\boldsymbol {r}}_{1}){\hat {\psi }}^{\dagger }({\boldsymbol {r}}_{2}){\hat {f}}_{2}({\boldsymbol {r}}_{1},{\boldsymbol {r}}_{2}){\hat {\psi }}({\boldsymbol {r}}_{2}){\hat {\psi }}({\boldsymbol {r}}_{1})d{\boldsymbol {r}}_{1}d{\boldsymbol {r}}_{2}\\&={\frac {1}{2}}\sum _{i,j,k,m}{\bigg [}\int \psi _{i}^{*}({\boldsymbol {r}}_{1})\psi _{j}^{*}({\boldsymbol {r}}_{2}){\hat {f}}_{2}({\boldsymbol {r}})\psi _{m}({\boldsymbol {r}}_{2})\psi _{k}({\boldsymbol {r}}_{1})d{\boldsymbol {r}}{\bigg ]}{\hat {a}}_{i}^{\dagger }{\hat {a}}_{j}^{\dagger }{\hat {a}}_{m}{\hat {a}}_{k}\end{aligned}}}
この2体の相互作用は粒子{\displaystyle k,m}が衝突して粒子{\displaystyle i,j}になることを表している。

### 引用
1. ↑  新井 朝雄『多量子系と量子場』岩波書店、2002年。ISBN 4000111132。
2. ↑  
新井 朝雄『フォック空間と量子場〈上〉』日本評論社、2000年。ISBN 978-4535783171。
3. ↑   清水明『新版 量子論の基礎―その本質のやさしい理解のために―』サイエンス社、2004年。ISBN 4-7819-1062-9。
4. ↑  猪木慶治, 川合光 『量子力学Ⅱ』 講談社 (1994) ISBN 978-4061532090
5. ↑  田崎晴明『統計力学 II』培風館（新物理学シリーズ 38）、2008年。ISBN 4563024384
6. ↑  高橋康『物性研究者のための場の量子論 1 (1) (新物理学シリーズ 16)』1974年
7. ↑  フェッター/ワレッカ『多粒子系の量子論 理論編』マグロウヒル出版、1987年。ISBN　4895013642。
8. ↑  A.M.ザゴスキン 著、樺沢宇紀 訳『多体系の量子論』丸善プラネット、2012年。ASIN 486345144X。ISBN 978-4-86345-144-5。
9. ↑  江澤潤一『量子場の理論　素粒子物理から凝縮系物理まで』朝倉書店、2008年。ISBN 978-4-254-13775-0。
10. ↑  山田耕作『凝縮系における場の理論』岩波書店〈岩波講座 物理の世界〉、2002年。ISBN 4-00-011121-3。